# Персия
Вижте пояснителната страница за други значения на Персия.
Пе́рсия (произлиза от Персис – древногръцката форма на Парс (или Фарс)) е латинизирано название на историческата област Фарс в Южен Иран, използвано в западните страни до 1935 г. като название за цял днешен Иран. В историографията терминът Персия също се използва и за Персийската империя, която в различни периоди е управлявана от династиите на Ахеменидите (VI век – IV век пр.н.е.), Сасанидите (III – VII век) и от по-късни династии.

## Етимология
Названието произхожда от областта „Парсуаш“ (древно-гръцки „Персида“, сега Фарс на брега на Персийския залив, където живеели племената, създали империята на Ахеменидите.
Етнонимът перси се употребява за говорещите персийски език, за да се отличават от другите жители на Иран, част от които говорят на езици от иранската група на (кюрдите, белуджи и др.) и които също като персите, са в правото си да бъдат наречени етнически „иранци“.
В персийския език също присъства аналогичния термин (на персийски: پرشیا – pershiya), който сам представлява един от редките случаи на „обратно заимстване“. Понякога той се използва за обобщаване на иранските държави до арабските завоевания, но в повечето случаи, говорейки за своята страна в контекста на всички исторически периоди, иранците използват „Иран“, понякога „Иранска империя“ (на персийски: امپراطوری ایران – emperatori-ye iran). Името „Иран“ окончателно се затвърждава в епохата на Сасанидите.

## Племена
Херодот посочва племето пасаргади като водещо персийско племе, към което принадлежи царската династия на Ахеменидите. Други племена са марафии и маспии. Именно тези три племена обединява Кир II за своя бунт срещу срещу мидийския цар Астиаг през 550 г. пр. Хр.

## Персите като религиозно малцинство на Индийския полуостров
В съвременните Индия, Пакистан и Шри Ланка говорейки за „перси“ (тях също ги наричат „парси“, „фарси“) се отнася за членовете на самобитното и обособено религиозно малцинство, изповядващо зороастризъм. Те са потомци на бежанци от ислямските завоевания срещу древните зороастрийци.
|                                           |
|                                           |
| 50 тумана. Имперска банка на Персия. 1911 |